# Nové Strašecí
Nové Strašecí (deutsch Neustraschitz, auch Neu Straschitz) ist eine Stadt in Tschechien. Sie liegt 15 Kilometer westlich von Kladno und gehört zum Okres Rakovník.

## Geographie
Nové Strašecí befindet sich im Südosten des Džbán-Berglandes am Übergang zum Pürglitzer Wald linksseitig über dem Tal der Klíčava. In der Stadt entspringt der Bach Strašecký potok. Im Nordwesten erheben sich die Mackova hora (488 m) und der Žalý (506 m), westlich der Louštín (537 m). Im Norden endet an der Abfahrt 32 die von Prag kommende Schnellstraße R6 / E 48 und führt von dort als Staatsstraße I/6 weiter in Richtung Karlsbad. Südlich der Stadt verläuft die Bahnstrecke Praha–Chomutov, der Bahnhof liegt am westlichen Ortsausgang.
Nachbarorte sind Mšec im Norden, Mšecké Žehrovice und Čelechovice im Nordosten, Honice und Stochov im Osten, Vašírov und Rynholec im Südwesten, Pecínov im Süden, Ruda im Südwesten, U Nádraží im Westen sowie Řevničov und Třtice im Nordwesten.

## Geschichte
Archäologische Funde auf dem Stadtgebiet weisen eine Besiedlung in der Jungsteinzeit nach. Gegründet wurde der Ort wahrscheinlich zu Zeiten Johann von Luxemburgs im Zuge der Kolonisation der Pürglitzer Waldes mit emphyteutischen Siedlungen. Die erste schriftliche Erwähnung der zur königlichen Herrschaft Křivoklát gehörigen Ansiedlung Strašice stammt aus der Zeit zwischen 1334 und 1343. Im 15. Jahrhundert erhielt Strašice einige Privilegien und 1480 wurde es als Städtchen bezeichnet. Im Jahre 1503 verlieh Vladislav II. Strašice die Stadtrechte und ein Wappen. Um 1500 erhielten Handwerker und Kaufleute in der Stadt das Recht zur freien Niederlassung. 1553 wurde die gesamte Stadt durch ein Großfeuer zerstört.
An der Stelle des zerstörten Strašice entstand die neue Stadt Nové Strašecí, deren Aufbau wahrscheinlich zu Beginn des 17. Jahrhunderts abgeschlossen war. 1610 wurde ein Stadtbuch angelegt. Weil die Bürgerschaft evangelisch geworden war, kam es zur Auseinandersetzungen mit dem Prager Erzbischof. Während des Dreißigjährigen Krieges wurde die etwa 500 Einwohner zählende Stadt mehrfach geplündert und 1639 von schwedischen Truppen in Brand gesetzt. Durch den Kauf der Kammerherrschaft Křivoklát wurden ab 1685 die Grafen von Waldstein und nach ihnen das Fürstenhaus Fürstenberg zum neuen Grundherrn der Mediatstadt. In den Jahren 1811 und 1812 wurden Teile der Stadt durch zwei Brände zerstört.

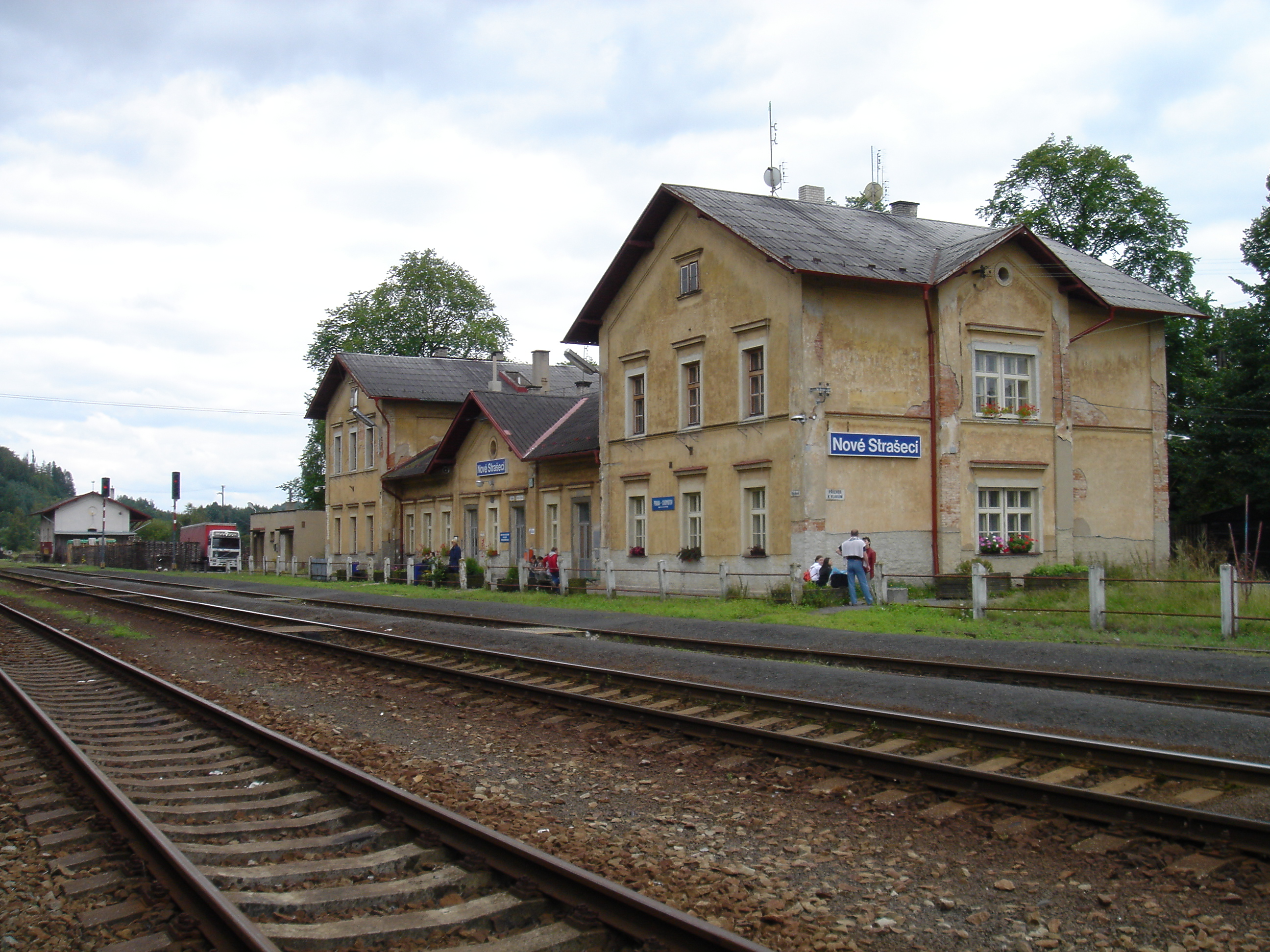
Bahnhof (2005)

Kirche Mariä Geburt

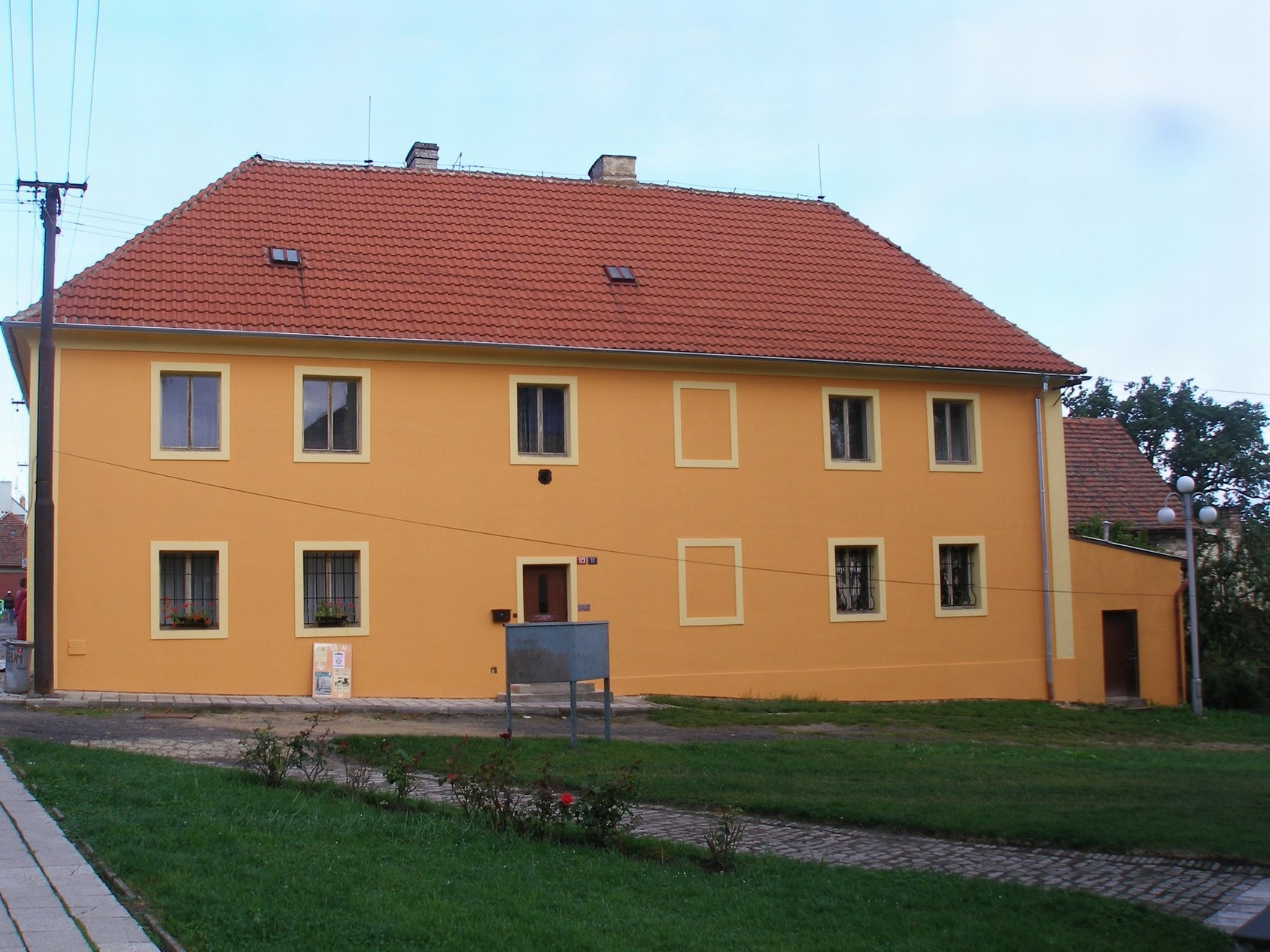
Museum

Nach der Aufhebung der Patrimonialherrschaften wurde Nové Strašecí / Neu Straschitz im Jahre 1848 zum Sitz eines Bezirksgerichtes und 1850 Teil des politischen Bezirkes Slaný. In der Stadt, zu der der Ortsteil Pecínov Strašecký gehörte, lebten zu dieser Zeit etwa 2200 Menschen. 1871 nahm die Buschtěhrader Eisenbahn die Strecke Prag-Komotau in Betrieb. Im Jahre 1949 wurde Nové Strašecí zur Bezirksstadt erhoben. Zu dieser Zeit begann bei Pecínov der Lettenbergbau und das aus den Anteilen Pecínov Strašecký und Pecínov Rynholecký bestehende Dorf wurde abgetragen. Erhalten blieb nur die Ansiedlung Vobíralka (Ober Petzinov). 1960 wurde der Okres Nové Strašecí wieder aufgehoben und die Stadt dem Okres Rakovník zugeordnet.

## Gemeindegliederung
Die Stadt Nové Strašecí besteht aus den Ortsteilen Pecínov (Petzinow, auch Petzinau) und Nové Strašecí (Neustraschitz). Grundsiedlungseinheiten sind Nové Strašecí, Nové Strašecí-u nádraží und Pecínov.

## Städtepartnerschaften
- Bolaños de Calatrava, Spanien
- Sierning, Österreich
- Tönning, Deutschland
- Welden, Deutschland

## Sehenswürdigkeiten

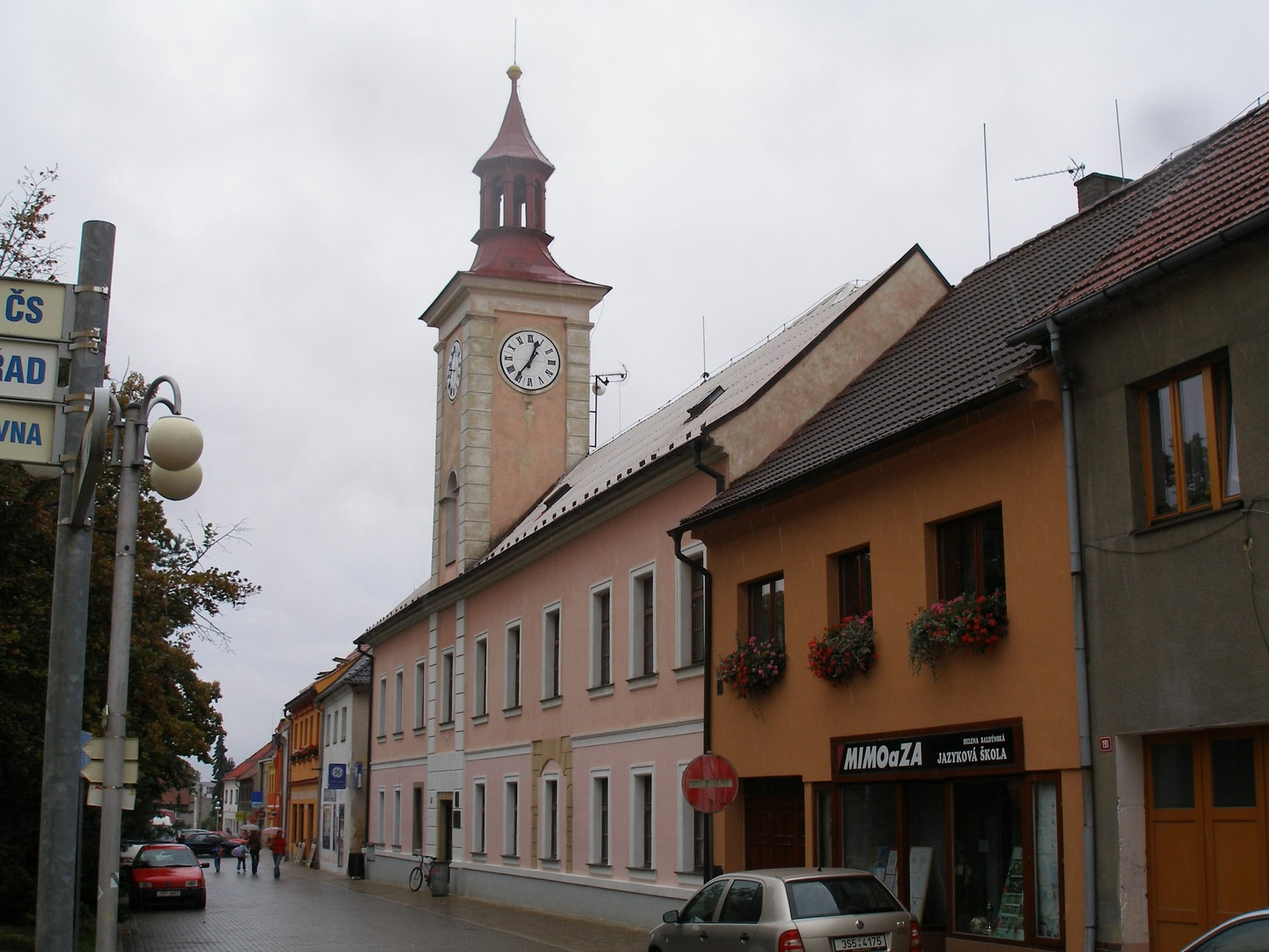
Altes Rathaus

- Kirche Mariä Geburt, der ursprünglich gotische Bau wurde 1553 und 1707 umgebaut. Ihr heutiges Aussehen erhielt sie in den Jahren 1837 – 1840.
- altes Rathaus, nach dem Umzug der Stadtverwaltung in das frühere Gebäude der Staatsbank ist heute eine Kunstschule untergebracht
- Aussichtsturm auf der Mackova hora
- Kapelle der hl. Dreifaltigkeit auf der Mackova hora, errichtet im 18. Jahrhundert
- Kapelle des hl. Isidor, der Bau aus dem Jahre 1711 wurde im Zuge der Josephinischen Reformen aufgehoben und 1830 erneuert
- Stadtmuseum
- Geburtshaus von Leopold Kochman
- ehemalige Synagoge, der aus dem 18. Jahrhundert stammende Bau mit daneben liegender jüdischer Schule wurde 1858 im spätklassizistischen Stil umgebaut. Nach dem Erlöschen der jüdischen Gemeinde kaufte die Tschechoslowakische Hussitische Kirche 1950 das Gebäude, seit 1953 dient es als Kirche Husův sbor
- Jüdischer Friedhof, am südlichen Stadtrand
- Marienkapelle am Feldweg nach Stochov, errichtet 1856 an einer Quelle von den Eheleuten Kurzveil

## Söhne und Töchter der Stadt
- Václav Jiří Dundr (1811–1872), Schriftsteller und Übersetzer
- Leopold Kochman (1847–1919), tschechischer Dichter
- Josef Neumann (1852–1915), tschechischer Politiker
- Viktor Oliva (1861–1928), tschechischer Maler und Graphiker
- Jaromír Spal (1916–1981), Schauspieler, Bühnenregisseur und Fernsehschauspieler
- Zdeněk Kleindienst (1927–2012), tschechischer Maler und Graphiker